# 施普林施蒂勒
施普林施蒂勒是德国图林根州的一个市镇。总面积7.08平方公里，总人口577人，其中男性307人，女性270人（2011年12月31日），人口密度81人/平方公里。